# Թ
La Թ, minuscolo թ, è la nona lettera dell'alfabeto armeno. Il suo nome è թո, t'o (armeno: [tʰo]).
Rappresenta foneticamente la consonante occlusiva alveolare sorda aspirata [tʰ].

## Codici
- Unicode:
  - Maiuscola Թ : U+0539
  - Minuscola թ : U+0569